# پادشاهی شمالی اسرائیل
پادشاهی شمالی اسرائیل (عبری:מַמְלֶכֶת יִשְׂרָאֵל مَملَکَة اسرائیل) بر اساس تنخ جایگزین حکومت یکپارچه اسرائیل بود. این پادشاهی از سال ۹۳۰ قبل از میلاد تا حدود سال ۷۲۰ قبل از میلاد وجود داشت تا زمانی که توسط آشوریان تسخیر شد. شهرهای مهم آن شچم، تیرزا و شومرون (سامریه) بودند. تاریخدانان معمولاً از آن به عنوان پادشاهی شمالی اسرائیل یاد می‌کنند تا با پادشاهی جنوبی اسرائیل (یهودا) متفاوت باشد.

## نام
در تنخ از پادشاهی شمالی اسرائیل به نام «بیت یوسف» نام برده شده‌است. همچنین این پادشاهی به کثرت به نام افرایم شناخته می‌شود. همچنین به دلیل شهر مرکزی آن، اسرائیل در سامریه نیز شناخته می‌شود. محدوده پادشاهی اسرائیل شامل قبایل زبولون، یساکار، اشیر، دان، نفتالی، مناسه، افرایم، رئوبن و جاد بود. پایتخت آن در سامریه بود.

## تاریخچه
پادشاهی متحد اسرائیل با پادشاهی طالوت در ۱۰۳۰ قبل از میلاد آغاز شد و تا زمان سلیمان در ۹۳۰ قبل از میلاد ادامه داشت. در این زمان تمامی دوازده قبیله اسرائیل متحد در ارض مقدس زندگی می‌کردند. بعد از مرگ سلیمان در ۹۳۱ قبل از میلاد، هیچ‌یک از قبایل اسرائیل ــ به‌استثنای یهودا و بنیامین ــ حاضر نشدند رحبعام پسر او را به پادشاهی قبول کنند. پس شورش علیه رحبعام به دلیل مخالفت با مالیات‌های زیادی که سلیمان وضع کرده بود درگرفت. شورشیان یربعام را که از نسل داوود نبود از مصر به عنوان رئیس خود برگزیدند. رحبعام نیز به اورشلیم فرار کرد. یربعام در ۹۳۰ قبل از میلاد در شچم خود را پادشاه اسرائیل نامید. قبیله یهودا حاضر نشد او را به دلیل نداشتن نژاد داوود قبول کند و بعداً قبیله بنیامین نیز به قبیله یهودا ملحق شد. از این زمان پادشاهی شمالی، پادشاهی اسرائیل و پادشاهی جنوبی، پادشاهی یهودا نامیده شد. همچنین بعداً تعدادی از افراد قبایل افرایم، مناسه و شمعون به پادشاهی یهودا فرار کردند.
یوسفوس فلاویوس تاریخ دو قسمت شدن اسرائیل را در ۹۹۷ قبل از میلاد ذکر کرده‌است. شچم اولین پایتخت پادشاهی اسرائیل بود و بعد پایتخت به تیرزا منتقل شد. اومری پایتخت جدیدی در سامریه ساخت که تا زمان نابودی پادشاهی، پایتخت بود. در سال ۷۲۰ قبل از میلاد پادشاهی اسرائیل با حمله آشوریان به پایان رسید. رابطه بین دو پادشاهی ابتدا بسیار تیره بود و شصت سال اول در جنگ سپری شد؛ ولیکن بعداً روابط آن‌ها بهبود یافت و حتی در مقابل دشمنان خارجی نظیر دمشقیان با یکدیگر همکاری می‌کردند.

## نابودی
در سال ۷۳۲ قبل از میلاد، پکاه پادشاه اسرائیل با رزین پادشاه آرام ملحق شد و اورشلیم را تهدید کرد. اهاز پادشاه یهودا از تیگلات-پیلسر سوم پادشاه آشوریان درخواست کمک کرد. تیگلات-پیلسر سوم به دمشق و اسرائیل حمله کرد و آرام را گرفت. او همچنین زمین قبایل رئوبن، جاد و مناسه را نیز در گیلاد تسخیر کرد. افراد این قبایل به عنوان اسیر به منطقه رود خابور برده شدند. تیگلات-پیلسر سوم سپس زمین قبیله نفتالی و افرایم را نیز تسخیر کرد و مردم آن را به سرزمین آشور تبعید کرد. اسرائیل با قلمرو کمتر به حیات خود ادامه داد تا اینکه در سال ۷۲۰ قبل از میلاد دوباره آشوریان حمله کردند و بقیه مردم تبعید شدند. این افراد از این زمان به عنوان ده قبیله گمشده شناخته می‌شوند. باقی‌مانده پادشاهی اسرائیل توسط سارگون دوم تسخیر شد و او سامریه را گرفت. او ۲۷۲۹۰ نفر را از این زمین تسخیر کرد و قسمتی از آن‌ها را به نزدیکی خابور و قسمت دیگری را به سرزمین مادها فرستاد که در اکباتان (همدان) و ری مناطق یهودی‌نشین ایجاد کردند.

اخراج اسرائیل توسط آشوریان.

## دین
دین پادشاهی اسرائیل دارای دو قسمت اصلی بود. گروهی از مردم به دین یهوه بودند و گروهی دیگر نیز بعل را می‌پرستیدند. در تنخ آمده است که یربعام دو معبد جدید به عنوان جایگزین معبد سلیمان در اورشلیم ساخت. او نمی‌خواست مردم کشورش به دلایل مذهبی به اورشلیم متصل باشند. او در ورودی این معبدها گاوهای طلایی به عنوان خدایان ملی ساخت. تنخ به گناهان یربعام و اجازه پرستش خدایان دیگر اشاره می‌کند. اهب پادشاه اسرائیل اجازه داد که کاهنین بعل به دین قابل قبولی در کشورش تبدیل شوند. همسر او جزبل یک بعلی بسیار متعصب بود. الیاس پیامبر اسرائیل درگیری زیادی با اهب به دلیل پرستش بعل پیدا کرد.

### پیامبران
- الیاس
- الیسع
- عاموس
- هوشع
- یونس
- ناحوم

## نژاد اسرائیل
| تخمین آلبرایت     | تخمین تیل | تخمین گالیل | تخمین کیچن | نام رایج               | نام محلی و لقب                                                   | توضیحات                                                                                                   |
| ----------------- | --------- | ----------- | ---------- | ---------------------- | ---------------------------------------------------------------- | --- |
| بیت شائول (طالوت) |           |             |            |                        |                                                                  | |
| ۱۰۵۱–۱۰۱۰         | ۱۰۵۰–۱۰۱۰ | ۱۰۵۰–۱۰۱۰   | ۱۰۴۲–۱۰۱۰  | طالوت                  | 'שאול המלך or Sha'ul                                             | ۴۰ سال به اسرائیل و یهودا حکومت کرد. در جنگ با فلسطین خود را کشت.                                         |
| ۱۰۱۰–۱۰۰۸         | ۱۰۰۰–۹۹۸  | ۱۰۱۰–۱۰۰۸   | ۱۰۰۶–۱۰۰۴  | ایش-بوشت               | (also called Eshba'al or Ashba'al or Ishbaal)                    | دوسال در اسرائیل حکومت کرد.                                                                               |
| بیت داوود         |           |             |            |                        |                                                                  | |
| ۱۰۰۰–۹۶۲          |           | ۱۰۱۰–۹۷۰    | ۱۰۱۰–۹۷۰   | داوود                  | דוד בן-ישי מלך ישראל David ben Yeshay, Melekh Yisra’el           | هفت سال در هبرون به یهودا و ۳۳ سال به کل اسرائیل حکومت کرد.                                               |
| ۹۶۲–۹۲۲           |           | ۹۷۰–۹۳۱     | ۹۷۱–۹۳۱    | سلیمان                 | שלמה בן-דוד מלך ישראל Shelomoh ben David, Melekh Yisra’el        | ۴۰ سال به اسرائیل حکومت کرد. به مرگ طبیعی درگذشت.                                                         |
| بیت یربعام        |           |             |            |                        |                                                                  | |
| ۹۲۲–۹۰۱           | ۹۳۱–۹۱۰   | ۹۳۱–۹۰۹     | ۹۳۱–۹۱۱    | یربعام                 | ירבעם בן-נבט מלך ישראל Yerav’am ben Nevat, Melekh Yisra’el       | فرمانده شورشیان بود. ۲۲ سال به اسرائیل شمالی حکومت کرد.                                                   |
| ۹۰۱–۹۰۰           | ۹۱۰–۹۰۹   | ۹۰۹–۹۰۸     | ۹۱۱–۹۱۰    | نداب                   | נדב בן-ירבעם מלך ישראל Nadav ben Yerav’am, Melekh Yisra’el       | ۲ سال بر اسرائیل حکومت کرد. به دست باشا کشته شد.                                                          |
| بیت باشا          |           |             |            |                        |                                                                  | |
| ۹۰۰–۸۷۷           | 909–۸۸۶   | 908–۸۸۵     | ۹۱۰–۸۸۷    | باشا                   | בעשא בן-אחיה מלך ישראל Ba’asha ben Achiyah, Melekh Yisra’el      | در اسرائیل به مدت ۲۲ سال حکومت کرد.                                                                       |
| 877–۸۷۶           | 886–۸۸۵   | 885–۸۸۴     | 887–۸۸۶    | اله(پادشاه)            | אלה בן-בעשא מלך ישראל ’Elah ben Ba’asha, Melekh Yisra’el         | 2 سال به اسرائیل حکومت کرد. به دست افراد دربارش کشته شد.                                                  |
| بیت زیمری         |           |             |            |                        |                                                                  | |
| ۸۷۶               | ۸۸۵       | ۸۸۴         | ۸۸۶        | زیمری(پادشاه)          | זמרי מלך ישראל Zimri, Melekh Yisra’el                            | 7 روز به اسرائیل در تیزرا حکومت کرد.                                                                      |
| بیت اومری         |           |             |            |                        |                                                                  | |
| 876–۸۶۹           | 885–۸۷۴   | 884–۸۷۳     | 886–۸۷۵    | اومری                  | עמרי מלך ישראל ’Omri, Melekh Yisra’el                            | 12 سال به اسرائیل در سامریه حکومت کرد.                                                                    |
| 869–۸۵۰           | 874–۸۵۳   | 873–۸۵۲     | 875–۸۵۳    | اهب                    | אחאב בן-עמרי מלך ישראל Ah’av ben ’Omri, Melekh Yisra’el          | 22 سال به اسرائیل حکومت کرد. به دست یک تیرانداز در جنگ کشته شد.                                           |
| 850–۸۴۹           | 853–۸۵۲   | 852–۸۵۱     | 853–۸۵۲    | اهازیا                 | אחזיהו בן-אחאב מלך ישראל ’Ahazyahu ben 'Ah’av, Melekh Yisra’el   | دو سال بر اسرائیل حکومت کرد. به دلیل زمین خوردن مجروح شد و الیاس به او گفت که دیگر از تخت بلند نخواهد شد. |
| 849–۸۴۲           | 852–۸۴۱   | 851–۸۴۲     | 852–۸۴۱    | جهورم                  | יורם בן-אחאב מלך ישראל Yehoram ben ’Ah’av, Melekh Yisra’el       | 12 سال به اسرائیل حکومت کرد به دست جهو کشته شد.                                                           |
| بیت جهو           |           |             |            |                        |                                                                  | |
| 842–۸۱۵           | 841–۸۱۴   | 842–۸۱۵     | 841–۸۱۴    | جهو                    | יהוא בן-נמשי מלך ישראל Yehu ben Nimshi, Melekh Yisra’el          | 28 سال به اسرائیل حکومت کرد.                                                                              |
| 815–۸۰۱           | 814–۷۹۸   | 819–۸۰۴     | 814–۸۰۶    | جهوآهاز                | יהואחז בן-יהוא מלך ישראל Yeho’ahaz ben Yehu, Melekh Yisra’el     | 17 سال به اسرائیل حکومت کرد.                                                                              |
| 801–۷۸۶           | 798–۷۸۲   | 805–۷۹۰     | 806–۷۹۱    | Jehoash (جهواش)        | יואש בן-יואחז מלך ישראל Yeho’ash ben Yeho’ahaz, Melekh Yisra’el  | 16 سال به اسرائیل حکومت کرد.                                                                              |
| 786–۷۴۶           | 782–۷۵۳   | 790–۷۵۰     | 791–۷۵۰    | یربعام دوم             | ירבעם בן-יואש מלך ישראל Yerav’am ben Yeho’ash, Melekh Yisra’el   | 41 سال به اسرائیل حکومت کرد. داستان یونس و رفتن او به نینوا در زمان وی اتفاق افتاد.                       |
| ۷۴۶               | ۷۵۳       | 750–۷۴۹     | 750        | زکریا (پادشاه اسرائیل) | זכריה בן-ירבעם מלך ישראל Zekharyah ben Yerav’am, Melekh Yisra’el | 6 ماه به اسرائیل حکومت کرد. شلوم او را کشت.                                                               |
| بیت شلوم          |           |             |            |                        |                                                                  | |
| ۷۴۵               | ۷۵۲       | ۷۴۹         | ۷۴۹        | شلوم                   | שלם בן-יבש מלך ישראל Shallum ben Yavesh, Melekh Yisra’el         | 1 ماه به اسرائیل حکومت کرد. مناهیم او را کشت.                                                             |
| بیت مناهیم        |           |             |            |                        |                                                                  | |
| 745–۷۳۸           | 752–۷۴۲   | 749–۷۳۸     | 749–۷۳۹    | مناهیم                 | מנחם בן-גדי מלך ישראל Menahem ben Gadi, Melekh Yisra’el          | 10 سال به اسرائیل حکومت کرد.                                                                              |
| 738–۷۳۷           | 742–۷۴۰   | 738–۷۳۶     | 739–۷۳۷    | پکاهیا                 | פקחיה בן-מנחם מלך ישראל Pekahyah ben Menahem, Melekh Yisra’el    | 2 سال به اسرائیل حکومت کرد.                                                                               |
| بیت پکاه          |           |             |            |                        |                                                                  | |
| 737–۷۳۲           | 740–۷۳۲   | 736–۷۳۲     | 737–۷۳۲    | پکاه                   | פקח בן-רמליהו מלך ישראל Pekah ben Remalyahu, Melekh Yisra’el     | 20 سال به اسرائیل حکومت کرد.                                                                              |
| بیت هوشع          |           |             |            |                        |                                                                  | |
| 732–۷۲۲           | 732–۷۲۲   | 732–۷۲۲     | 732–۷۲۲    | هوشع (پادشاه اسرائیل)  | הושע בן-אלה מלך ישראל Hoshe’a ben ’Elah, Melekh Yisra’el         | 9 سال به اسرائیل حکومت کرد تا زمانی که آشوریان بر اسرائیل غلبه کردند و پادشاهی نابود شد.                  |